# 丟格那妥書
《丟格那妥書》（Epistle to Diognetus或稱《致丟格那妥書》，全名Epistle of Mathetes to Diognetus）是一份早期基督教護教士所留下的文獻，原文應該是於2世紀以希臘文寫成，共12章。這份書信是一位信徒回覆一位諮詢者的信件，作者姓名不詳。信件內容主要說明：基督教與異教、猶太教之間的不同，表明基督教是神獨一的啟示，顯明神用愛拯救世人的救恩。

## 外部連結
- （希腊文）希臘文版《丟格那妥書》全文（页面存档备份，存于）
- （英文）英文版《丟格那妥書》（页面存档备份，存于）全文與評註
- （英文）丟格那妥書於《天主教百科全書》